# Stanisław Celichowski
Stanisław Jan Celichowski (ur. 25 września 1885 w Bninie, zm. 29 marca 1947 w Londynie) – polski działacz polityczny, adwokat.

## Życiorys
Był synem Zygmunta i Zofii z Ziemnych oraz bratem Witolda. Kształcił się w Gimnazjum św. Marii Magdaleny w Poznaniu, a po jego ukończeniu w 1904 studiował prawo w Niemczech na uniwersytetach w Berlinie, Lipsku, Monachium i Halle). W 1910 uzyskał stopień doktora praw w Halle. Od 1913 prowadził kancelarię adwokacką w Ostrowie Wielkopolskim, był także zastępcą generalnego notariusza w Pleszewie, a od 1916 adwokatem przy poznańskim Wyższym Sądzie Krajowym.
Od 1915 roku był członkiem Ligi Narodowej. W latach 1915–1917 służył w wojsku niemieckim. W październiku 1918 był komisarzem pełnomocnym Komitetu Obywatelskiego na powiat śremski. Organizował Radę Żołnierską w Kórniku, stał na czele Rady Robotniczej. W czasie powstania wielkopolskiego od 27 do 29 grudnia 1918 brał udział w walkach ulicznych w Poznaniu, w kolejnych dniach dowodził wyzwalaniem Śremu, walkami pod Zbąszyniem, Strzyżewem, Łomnicą, Rawiczem, Zieloną Wsią. Jako dowódca II batalionu 11. pułku Strzelców Wielkopolskich kierował obroną odcinka Jutrosin – Krotoszyn – Odolanów.
Pod koniec grudnia 1919 został kierownikiem Wydziału Wojskowego w Ministerstwie byłej Dzielnicy Pruskiej, a pół miesiąca później delegatem tego Wydziału w Ministerstwie Spraw Wewnętrznych. We wrześniu 1920 powrócił do pracy adwokata i na kilka lat odsunął się od działalności politycznej. Ponownie zaangażował się w politykę po zamachu majowym Piłsudskiego w 1926, został wówczas członkiem Organizacji Obrony Państwa, sprzeciwiającej się polityce Piłsudskiego. Roman Dmowski powierzył Celichowskiemu funkcję oboźnego Obozu Wielkiej Polski na województwo poznańskie; został on także członkiem Rady Naczelnej (1928–1939) i Zarządu Głównego (1935–1939) Stronnictwa Narodowego. W latach 1932–1939 z ramienia Stronnictwa Narodowego zasiadał w poznańskim sejmiku wojewódzkim, gdzie kierował komisją regulaminowo-organizacyjną. W 1938 został wybrany na prezydenta Poznania, jednak wyboru tego nie zatwierdziły zwierzchnie władze państwowe. W ostatnich latach przed 1939 w Stronnictwie Narodowym zbliżył się do grupy działaczy skupionej wokół Mariana Seydy.
Działał w wielu organizacjach społecznych w Wielkopolsce w okresie dwudziestolecia międzywojennego. Był m.in. członkiem honorowym Korporacji Akademickiej „Filomatia Posnaniensis”, wiceprezesem Legionu Wielkopolskiego (dawnej organizacji wojskowej), Związku Towarzystw Gimnastycznych „Sokół”, działaczem Straży Narodowej, Towarzystwa Samoobrony Społecznej „Rozwój”, Stowarzyszenia Porządku Społecznego. Należał do grona założycieli Narodowego Zrzeszenia Adwokatów, był jego prezesem (od 1934) i członkiem zarządu głównego. Pełnił ponadto funkcje w wydziałach Naczelnej Rady Adwokackiej. Wielokrotnie bronił w procesach młodych działaczy endeckich.
3 września 1939 został powołany na komendanta poznańskiej Straży Obywatelskiej, już jednak następnego dnia opuścił Poznań i wyjechał do Lwowa. W 1941 osiadł w Wielkiej Brytanii. Brał udział w pracach władz na uchodźstwie (wszedł m.in. do II Rady Narodowej, 1942–1943), w 1943 objął stanowisko podsekretarza stanu w Ministerstwie Odbudowy Administracji Publicznej i zajmował się przygotowywaniem administracji w przyszłych ziemiach odzyskanych. Był jednocześnie wykładowcą prawa cywilnego na polskim wydziale prawa na Oxfordzie. W 1942 został usunięty ze Stronnictwa Narodowego za działalność niezgodną z oficjalną linią polityczną partii na emigracji i wspieranie Mariana Seydy.
Pozostał w Wielkiej Brytanii do końca życia. W 1945 wydał Prawo cywilne na Ziemiach Zachodnich Polski. Został pochowany na katolickim cmentarzu św. Marii w Kensal Green.

## Ordery i odznaczenia
- Krzyż Niepodległości (17 września 1932)[2]
- Krzyż Oficerski Orderu Odrodzenia Polski (2 maja 1923 „za zasługi, położone dla Rzeczypospolitej Polskiej w dziedzinie administracji państwowej”)[3][4]
- Krzyż Walecznych[5]
- Złoty Krzyż Zasługi (22 grudnia 1928)[6]
- Medal Dziesięciolecia Odzyskanej Niepodległości[5]